# Frans Josias av Sachsen-Coburg-Saalfeld
Frans Josias av Sachsen-Coburg-Saalfeld (tyska: Franz Josias), född 25 september 1697 i Saalfeld, död 16 september 1764 i Bad Rodach, var regerande hertig av Sachsen-Coburg-Saalfeld från 1745 till 1764.

## Biografi
Frans Josias var yngre son till hertig Johan Ernst IV av Sachsen-Coburg-Saalfeld och dennes andra hustru Charlotte Johanna av Waldeck-Wildungen. I sin ungdom tjänstgjorde han i den kejserliga armén.
När de två äldre helbröderna Vilhelm Fredrik och Karl Ernst båda dog under 1720 innebar det att Frans Josias hamnade på andra plats i tronföljden efter äldre halvbrodern Kristian Ernst (II). När Kristian Ernst 1724 gifte sig med en adelsdam under sitt furstliga stånd, hävdade Frans Josias att denne förverkat arvsrätten till hertigdömet. Johan Ernst IV:s testamente stipulerade dock att bröderna skulle samregera hertigdömet.
Med stöd av hertigen av Sachsen-Meiningen 1735 manövrerade Frans Josias till sig styret de facto, och den äldre broderns död 1745 innebar att Frans Josias blev hertig i egen rätt. Från 1750 till 1755 var Frans Josias även riksföreståndare för Sachsen-Weimar på den minderårige hertigen Ernst August II:s vägnar.

### Familj
Frans Josias gifte sig i Rudolstadt 2 januari 1723 med Anna Sofia av Schwarzburg-Rudolstadt, dotter till furst Ludvig Fredrik I av Schwarzburg-Rudolstadt och Anna Sofia av Sachsen-Gotha-Altenburg. Paret fick 8 barn tillsammans:
1. Hertig Ernst Fredrik (1724–1800), gift med Sophie Antoinette av Braunschweig-Wolfenbüttel
2. Johan Vilhelm (1726–1745) dog i slaget vid Hohenfriedberg
3. Anna Sofia (1727–1728)
4. Kristian Frans (1730–1797)
5. Charlotte Sofie (1731–1810), gift 1755 med arvprins Ludvig av Mecklenburg-Schwerin
6. Fredrika Magdalena (1733–1734)
7. Fredrika Karolina (1735–1791), gift 1754 med markgreve Alexander av Brandenburg-Ansbach
8. Fredrik Josias (1737–1815), generalfältmarskalk i kejserliga armén